# 핑거스미스
《핑거스미스》(Fingersmith)는 영국의 작가 세라 워터스의 3번째 작품으로, 레즈비언 역사 스릴러 장편 소설이다. 초판은 영국에서 560페이지 분량으로 비라고(Virago) 출판사를 통해 2002년 2월 4일 출간되었다. 대한민국에서 한국어판이 2006년 최용준의 번역으로 출판사 열린책들에서 출간되었다. 이 소설은 소매치기들의 품에서 자라난 아이와 유산 상속을 노리는 사기꾼들의 모습을 통해 도덕적으로 보였던 빅토리아 시대의 어두운 사회상을 묘사했다. 소설의 제목인 '핑거스미스'는 소매치기를 뜻하는 19세기 영국의 속어이자, 주인공 중 한 명인 '수'가 사기를 치기 위해 사용한 이름이다.

## 영상화 정보
- 2005년에 BBC 미니시리즈 3부작 《핑거스미스》(Fingersmith)로 제작되었다.
- 대한민국의 영화 감독 박찬욱이 각색하여 영화 <아가씨>로 만들겠다고 발표했다. <아가씨>는 배우 하정우, 김민희, 김태리, 조진웅 등이 출연하며 2015년 1월 제작을 시작했다.[3]
- 영화 <아가씨>는 2016년 6월 1일 개봉했으며 누적관객수는 4,287,839명이다. (2016.09.03, 역대 101위, 영화진흥위원회 영화관입장권통합전산망)[4]